# Mistrovství Asie v judu
Mistrovství Asie v judu je sportovní akce organizovaná Asijskou judistickou unií (JUA), která je součástí Mezinárodní judistické federace (IJF).

## Vítězové ve váhových kategoriích

### Muži
| rok  | místo           | superlehká váha | pololehká váha  | lehká váha  | polostřední váha | střední váha   | polotěžká váha | těžká váha    |
| ---- | --------------- | --------------- | --------------- | ----------- | ---------------- | -------------- | -------------- | ------------- |
| 1966 | Manila          | —               | —               | J. Jamasaki | —                | Š. Sekine      | —              | N. Maedžima   |
| 1970 | Kao-siung       | —               | T. Kawaguči     | T. Nomura   | —                | Čchö K.-p.     | C. Kawahara    | K. Ninomija   |
| 1974 | Soul            | —               | J. Minami       | K. Kuramoto | —                | Š. Fudžii      | K. Iwata       | S. Endó       |
| 1981 | Jakarta         | H. Hamada       | K. Sahara       | T. Nišida   | N. Hikage        | M. Etani       | C. Kawahara    | H. Saitó      |
| 1984 | Kuvajt          | K. Hara         | J. Jamamoto     | C. Nakau    | H. Takano        | S. Nose        | M. Mihara      | J. Masaki     |
| 1988 | Damašek         | T. Košino       | Pak Če-h.       | Kim Č.-h.   | H. Jošida        | T. Išida       | Ho H.          | Š. Murakami   |
| 1991 | Osaka           | Jun H.          | K. Marujama     | Čong H.     | Čon M.-pe        | J. Nakamura    | M. Kamoči      | Kim K.-su     |
| 1993 | Macau           | Han H.-k.       | I. Karazelidi   | Š. Tojama   | K. Kitana        | H. Okada       | Š. Só          | K. Mitani     |
| 1995 | Nové Dillí      | K. Tokuno       | Kim Te-ik       | K. Nakamura | M. Takimoto      | Čon Ki-j.      | S. Šakimov     | Š. Šinohara   |
| 1996 | Ho Či Minovo M. | D. Narmandach   | Z. Hagání       | Kwak Te-s.  | V. Šmakov        | A. Bagdasarov  | S. Šakimov     | Liou Š.-k.    |
| 1997 | Manila          | K. Sekiguči     | Kim Č.-w.       | Kwak Te-s.  | Jun T.-s.        | Čo P.-ok       | S. Šakimov     | Dž. Konno     |
| 1999 | Wen-čou         | Čong Pu-k.      | A. Mir'esmaejlí | Min S.-ho   | Kwak Ok-č.       | A. Bagdasarov  | Čang S.-ho     | H. Takahaši   |
| 2000 | Osaka           | T. Egusa        | J. Nakamura     | K. Nakamura | K. Sáríchání     | Jun T.-s.      | Pak S.-k.      | J. Muneta     |
| 2001 | Ulánbátar       | M. Achondzade   | A. Mir'esmaejlí | M. Nitta    | Čchu S.-h.       | Pak S.-k.      | T. Inoue       | T. Saruwatari |
| 2003 | Čedžu           | Ch. Cagánbátar  | Čong Pu-k.      | I Won-hui   | D. Ňamchű        | J. Jazaki      | A. Žitkejev    | A. Tangriev   |
| 2004 | Almaty          | B. Donbaj       | M. Kipšakbajev  | Kim Če-h.   | R. Sayidov       | Pak S.-u       | A. Žitkejev    | Kim S.-p.     |
| 2005 | Taškent         | Čo N.-s.        | Ch. Cagánbátar  | Kim Če-p.   | T. Ono           | S. Saitó       | Čang S.-ho     | M. Rúdakí     |
| 2007 | Kuvajt          | M. Achondzade   | Pang K.-m.      | Kim Č.-su   | Kwon J.-u        | Čchö S.-ho     | T. Anai        | A. Tangriev   |
| 2008 | Čedžu           | H. Hiraoka      | A. Mir'esmaejlí | A. Malúmat  | Kim Če-p.        | H. Izumi       | A. Žitkejev    | A. Tangriev   |
| 2009 | Tchaj-pej       | G. Boldbátar    | T. Egusa        | Pang K.-m.  | Kim Če-p.        | M. Nišijama    | M. Rakov       | Kim Su-w.     |
| 2011 | Abú Zabí        | Čchö K.-h.      | Dž. Morišita    | Wang Ki-č.  | Kim Če-p.        | I Kju-won      | R. Sayidov     | A. Tangriev   |
| 2012 | Taškent         | Čchö K.-h.      | S. Lim          | Wang Ki-č.  | Kim Če-p.        | D. Choriev     | R. Sayidov     | M. Rúdakí     |
| 2013 | Bangkok         | H. Jamamoto     | D. Tömörchüleg  | Hong K.-h.  | Hong S.-u.       | Š. Šimowada    | J. Mahjoub     | G. Fudžii     |
| 2015 | Kuvajt          | Kim W.-č.       | T. Takadžó      | An Č.-im    | K. Nagašima      | Kwak T.-h.     | K. Takagi      | A. Tangriev   |
| 2016 | Taškent         | J. Smetov       | D. Altansüch    | S. Hašimoto | Ň. Dagvasüren    | K. Ustopiriyon | N. Tüvšinbajar | K. Kageura    |
| 2017 | Hongkong        | N. Takató       | An Pa-ul        | An Č.-im    | S. Fudžiwara     | K. Ustopiriyon | M. Rakov       | Kim S.-m.     |

### Ženy
| rok  | místo           | superlehká váha | !pololehká váha | lehká váha     | polostřední váha | střední váha    | polotěžká váha  | těžká váha     |
| ---- | --------------- | --------------- | --------------- | -------------- | ---------------- | --------------- | --------------- | -------------- |
| 1981 | Jakarta         | N. Hajašiová    | K. Jamagučiová  | Leung Hoi-yiu  | M. Sasaharaová   | H. Tateišiová   | Chen Chu-ming   | J. Kawamuraová |
| 1985 | Tokio           | Li Čung-jün     | K. Jamagučiová  | Li Čchun-žung  | K. Hačinoheová   | H. Sasakiová    | K. Kurokawaová  | Kao Feng-lien  |
| 1988 | Damašek         | Li Aj-jüe       | Ok Kjong-suk    | K. Izumiová    | Kim Song-ok      | Čchin Siou-pin  | Pae Mi-čong     | Kao Feng-lien  |
| 1991 | Osaka           | Tchang Li-c.    | Su Xuehai       | Čong Song-suk  | Wang Yanbei      | R. Fudžimotová  | J. Tanabeová    | Čchiao Jen-min |
| 1993 | Macau           | Tchang Li-c.    | Hjon Suk-hui    | Čong Son-jong  | Čong Song-suk    | Čo Min-son      | Čao Li-min      | Sun Jen-jen    |
| 1995 | Nové Dillí      | A. Nagaiová     | Pak Mi-ča       | Čong Son-jong  | Čong Song-suk    | Wu Mej-ling     | J. Fukubaová    | I Hjon-kjong   |
| 1996 | Ho Či Minovo M. | Pae Tong-suk    | Che Tchi        | Wang Šu-jen    | Čong Song-suk    | Wang Sien-po    | S. Jošidaová    | Jüan Chua      |
| 1997 | Manila          | Ju Hui-čun      | Kje Sun-hui     | I Mjong-hwa    | Čong Song-suk    | Song Ťien-feng  | Li Jen-fu       | M. Ninomijaová |
| 1999 | Wen-čou         | Čcha Hjon-hjang | Kje Sun-hui     | Wang Šu-jen    | Sun Siao-fang    | Čchö Jong-hui   | Jin Jü-feng     | Čang Čching-li |
| 2000 | Osaka           | A. Nagaiová     | J. Isozakiová   | K. Kusakabeová | Čong Song-suk    | M. Uenová       | Jin Jü-feng     | Tchung Wen     |
| 2001 | Ulánbátar       | I Kjong-ok      | J. Jokosawaová  | Ch. Erdenet-Od | A. Tanimotová    | H. Kazutová     | Čchö Su-hui     | M. Šintaniová  |
| 2003 | Čedžu           | Kim Jong-an     | Kim Kjong-ok    | K. Kusakabeová | J. Uenová        | H. Kaijamaová   | M. Macuzakiová  | Liou Chuan-j.  |
| 2004 | Almaty          | K. Kitadaová    | I Un-hui        | Liou Jü-siang  | A. Tanimotová    | M. Uenová       | S. Nakazawaová  | Süe Fu-jen     |
| 2005 | Taškent         | T. Fukumiová    | An Kum-e        | Ch. Erdenet-Od | J. Uenová        | M. Watanabeová  | S. Nakazawaová  | M. Sugimotová  |
| 2007 | Kuvajt          | E. Jamagišiová  | Š' Ťün-ťie      | A. Satóová     | J. Uenová        | A. Okaová       | Liou Sia        | M. Šintaniová  |
| 2008 | Čedžu           | E. Jamagišiová  | Pak Mjong-hui   | K. Macumotová  | R. Kozawaová     | M. Uenová       | Pchan Jü-čching | M. Tatejamaová |
| 2009 | Tchaj-pej       | Čong Čong-jon   | Che Chung-mej   | Im Jun-hui     | Lin Mej-ling     | T. Uenová       | Čong Kjong-mi   | G. Isanovová   |
| 2011 | Abú Zabí        | H. Endóová      | J. Nišidaová    | A. Satóová     | Sü Li-li         | Hwang Je-sul    | P. Lchamdegd    | M. Tačimotová  |
| 2012 | Taškent         | M. Uranceceg    | J. Nišidaová    | A. Jamamotová  | J. Uenová        | Hwang Je-sul    | P. Lchamdegd    | Čchin Čchien   |
| 2013 | Bangkok         | H. Endóová      | T. Mijakawaová  | M. Išikawaová  | Sü Li-li         | Hwang Je-sul    | Čong Kjong-mi   | I Čong-un      |
| 2015 | Kuvajt          | H. Asamiová     | Ma Jing-nan     | M. Tamaokiová  | C. Mönchzajá     | C. Narandžargal | M. Umekiová     | Jü Sung        |
| 2016 | Taškent         | G. Otgonceceg   | Ai Šišimeová    | D. Sumijá      | M. Urdabajevová  | J. Ónová        | Čang Če-chuej   | Kim Min-čong   |
| 2017 | Hongkong        | M. Uranceceg    | Ai Šišimeová    | C. Jošidaová   | N. Nabekuraová   | J. Ónová        | Š. Hamadaová    | N. Inamoriová  |

## Vítězové v kategorii bez rozdílu vah
| rok  | místo           | muži              | ženy              |
| ---- | --------------- | ----------------- | ----------------- |
| 1966 | Manila          | Nobujuki Maedžima | —                 |
| 1970 | Kao-siung       | Motoki Nišimura   | —                 |
| 1974 | Soul            | Šózó Fudžii       | —                 |
| 1981 | Jakarta         | Ha Hjong-ču       | J. Kawamuraová    |
| 1984 | Kuvajt          | Jošimi Masaki     | —                 |
| 1985 | Tokio           | —                 | Kao Feng-lien     |
| 1988 | Damašek         | Naoja Ogawa       | Kao Feng-lien     |
| 1991 | Osaka           | Džun Konno        | Čchiao Jen-min    |
| 1993 | Macau           | Džun Konno        | Kao Ta-wej        |
| 1995 | Nové Dillí      | Šin’iči Šinohara  | Son Hjon-mi       |
| 1996 | Ho Či Minovo M. | Mahmúd Mírán      | Jüan Chua         |
| 1997 | Manila          | Kacujuki Masuči   | Miho Ninomijaová  |
| 1999 | Wen-čou         | Pan Sung          | Čang Čching-li    |
| 2000 | Osaka           | Tacuhiro Muramoto | Sun Fu-ming       |
| 2001 | Ulánbátar       | Kóta Ueguči       | Midori Šintaniová |
| 2003 | Čedžu           | Daisuke Mori      | Ťia Süe-jing      |
| 2004 | Almaty          | Hong Song-hjon    | Sü Li-chuej       |
| 2005 | Taškent         | Abdulla Tangriev  | Mika Sugimotová   |
| 2007 | Kuvajt          | Šinja Katabuči    | Jüan Chua         |
| 2008 | Čedžu           | Kim Song-min      | Mika Sugimotová   |
| 2009 | Tchaj-pej       | Kim Su-wan        | Li I-čching       |